# 李聞詩
李聞詩（1585年—？年），字興予，號圉思，雲南鶴慶府民籍，應天府江寧縣人，明朝政治人物。

## 生平
癸卯雲南鄉試第二十二名舉人，萬曆三十八年（1610年）庚戌科會試二百八十四名，廷试三甲一百三十九名進士。戶部觀政，授湖廣公安縣知縣，改順天府學教授，陞國子監助教。四十三年陞戶部四川司主事，四十六年管理臨清鈔關。升员外郎，四十七年五月，出为南直隸徽州府知府，调浙江溫州府知府。

## 家族
曾祖李蓁，選贡。祖父李獻科。父李鳳翀，選贡；母趙氏。永感下。弟聞禮（冠帶）；聞義。